# Костино (Петушинский район)
Ко́стино — деревня в Петушинском районе Владимирской области России. Входит в состав Петушинского сельского поселения.

## География
Расположена в 7 км к северу от федеральной автодороги М-7 «Волга» Москва — Уфа, в 12-и вёрстах от Покрова и «в каких-нибудь 115 вёрстах от Москвы» недалеко от Барского пруда на реке Мергель. Ныне Барский пруд почти совсем зарос лесом.

## История

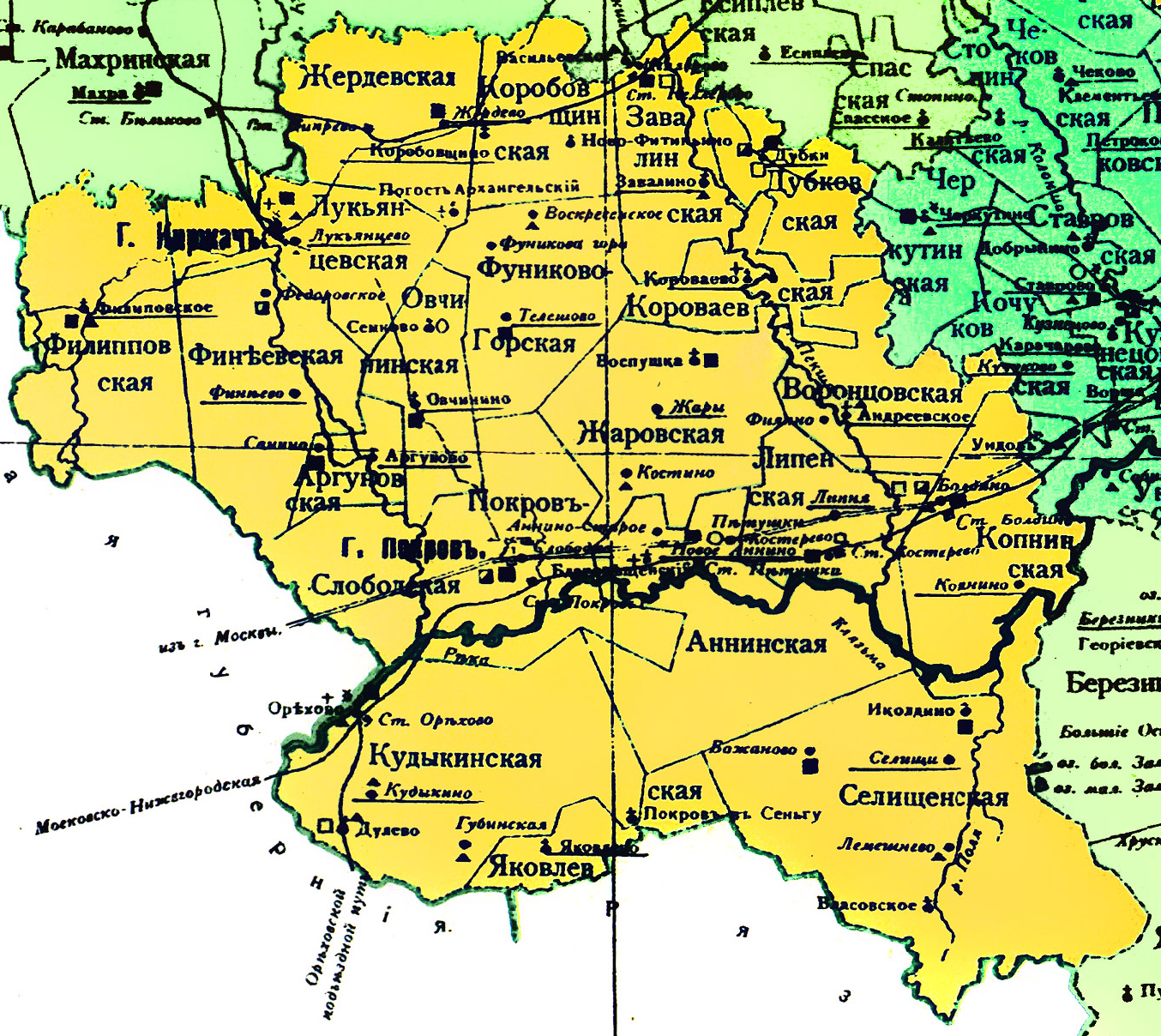
Костино на карте Покровский уезда Владимирской губернии, 1898 г.

В 1720 году деревня входила в состав Ново-Спасского прихода, в ней было 5 крестьянских дворов.
В 1778 году Костино в составе образованного Покровского уезда Владимирского наместничества (с 1796 года Владимирской губернии).
Усадьба Костино
Сельцо Костино c XVIII века принадлежало князьям Трубецким. В 1760-х годах в нём на берегу реки Мергель была построена, вероятно по проекту архитектора Карла Бланка. Усадьба включала в себя «господский дом со службами и плодовитым садом». Господский дом был двухэтажным с двумя флигелями: первый этаж — каменный, второй — деревянный. Среди хозяйственных построек возвышался «громадный» ледник, в саду находились теплицы для выращивания ананасов. Пейзажный парк, состоявший из деревьев местных пород, был по краю обсажен вётлами (ивами). Деревня появилась по воле помещика, сделавшего выселки вокруг егерской сторожки. Сторожка называлась Костинской или местом на костях, т.к. охотничьим собакам давали здесь кости. Название выселок: Воскресенское или Вознесенское не прижилось, поэтому позже в документы внесли изменения.
В 1840 году князья Трубецкие продали Костино купцу Харитонову, у которого, в свою очередь, усадьбу во времена строительства Нижегородской железной дороги (1858-1862) купили промышленники Высоцкий и Василий Сабашников. 
К тому времени Костино было крупным сельцом в составе Жаровской волости Покровского уезда. Население в 1859 году: 585 чел.
В имении появилось лесное хозяйство, существующее поныне, лес из которого использовался в те времена при постройке железной дороги. Позже Василий Сабашников выкупил долю Высоцкого, в дальнейшем усадьба перешла его детям, а в 1893 г., при разделе имущества между братьями и сёстрами, она досталась книгоиздателям Михаилу и Сергею Сабашниковым.
Согласно другому источнику, в 1860 году сельцо принадлежало княгине Варваре Юрьевне Трубецкой.

В том же 1893 году Сабашниковы открыли в деревне четырёхклассную бесплатную школу, которая первоначально располагалась в каменном двухэтажном здании бывшей вотчинной конторы, а в 1894 году переехала в специально построенное архитектором Н.Н. Голубевым деревянное здание. В 1905 г. здание сгорело и до 1912 г., когда построили новое в стиле модерн, школа размещалась во одном из флигелей усадьбы. В 1894 году в урочище Замаравка Сабашниковы построили стараниями Голубева бесплатную больницу.

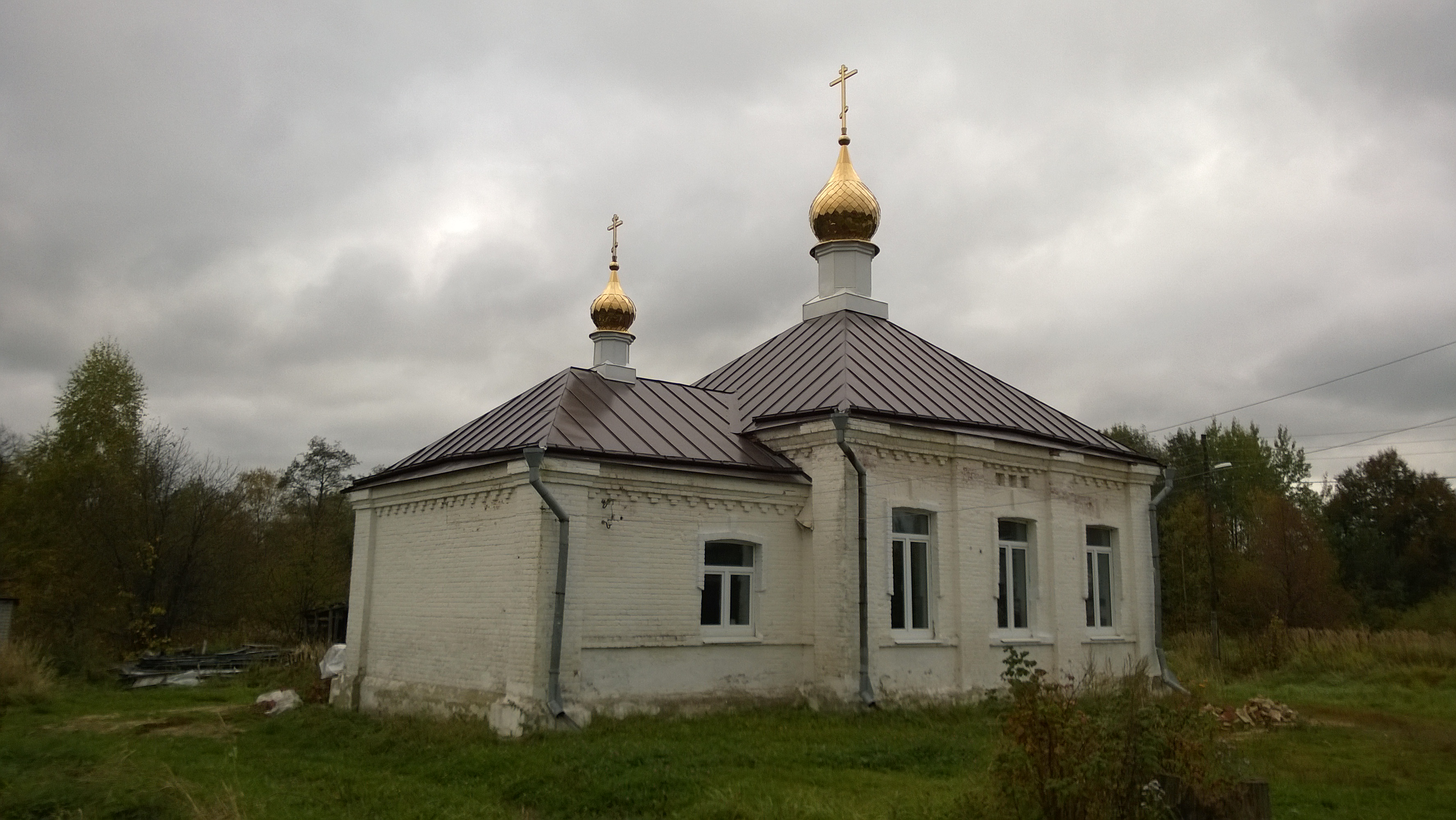
Церковь Святой Троицы, 2015 г.

Сабашниковы возвели в Костине церковь Святой Троицы. По одним данным, это произошло в конце XIX в., по другим в 1912 г. Такое разночтение существует по поводу статуса церковного здания: одни источники называют его часовней, другие — церковью, указывая при этом фамилию священника. Церковь одноглавая, в основе своей выглядит как односветный четверик с пониженной прямоугольной апсидой. Сохранилась и действует, но изначальное завершение (барабан с куполом) утрачено.
В конце XIX века или в 1912 году был построен новый господский дом в стиле модерн. Правая часть дома не сохранилась. Возле дома находился «большой парк в 18 десятин», перед домом — «обычный круг, обрамленный стеной вековых елей и берёз». После 1912 г. Сабашниковы открыли в деревне ремесленное училище.
В 1915 году при училище был организован приют для детей-сирот, чьи родители погибли в Первой мировой войне.
В последний раз Михаил Сабашников был в имении в 1917 году После Октябрьской революции в ноябре 1917 года большевики начали подготовку к массовой конфискации недвижимости. 8 ноября 1917 года II Всероссийский съезд Советов принял «Декрет о земле», по которому под контроль местных советов переходили усадебные постройки и всё, что в них находилось. А в апреле 1918 года ВЦИК издал декрет «Об отмене права наследования».
В 1996 году внучка М. Сабашникова свидетельствовала, что дом «лежит в руинах, школа сожжена». В действительности, старое здание школы сгорело при пожаре, а не было "сожжено". В настоящее время в Костине стоит большое современное здание школы, а то, что осталось от дома усадьбы Собашниковых передано в частные руки.
С 1929 года село являлось центром Костинского сельсовета Петушинского района Московской области, с 1944 года — в составе Владимирской области, в 1945 — 1960 годах в составе Покровского района, с 1984 года — в составе Аннинского сельсовета, с 2005 года — в составе Петушинского сельского поселения.

## Население
| 1859 | 1897 | 1905 | 1926 | 2002 | 2010 | 2021 |
| ---- | ---- | ---- | ---- | ---- | ---- | ---- |
| 585  | ↘534 | ↗784 | ↘516 | ↗829 | ↗909 | ↘762 |

## Инфраструктура
В селе имеются  Костинская основная общеобразовательная школа (новое здание построено в 1991 году), фельдшерско-акушерский пункт, отделение почтовой связи.

## Фотографии

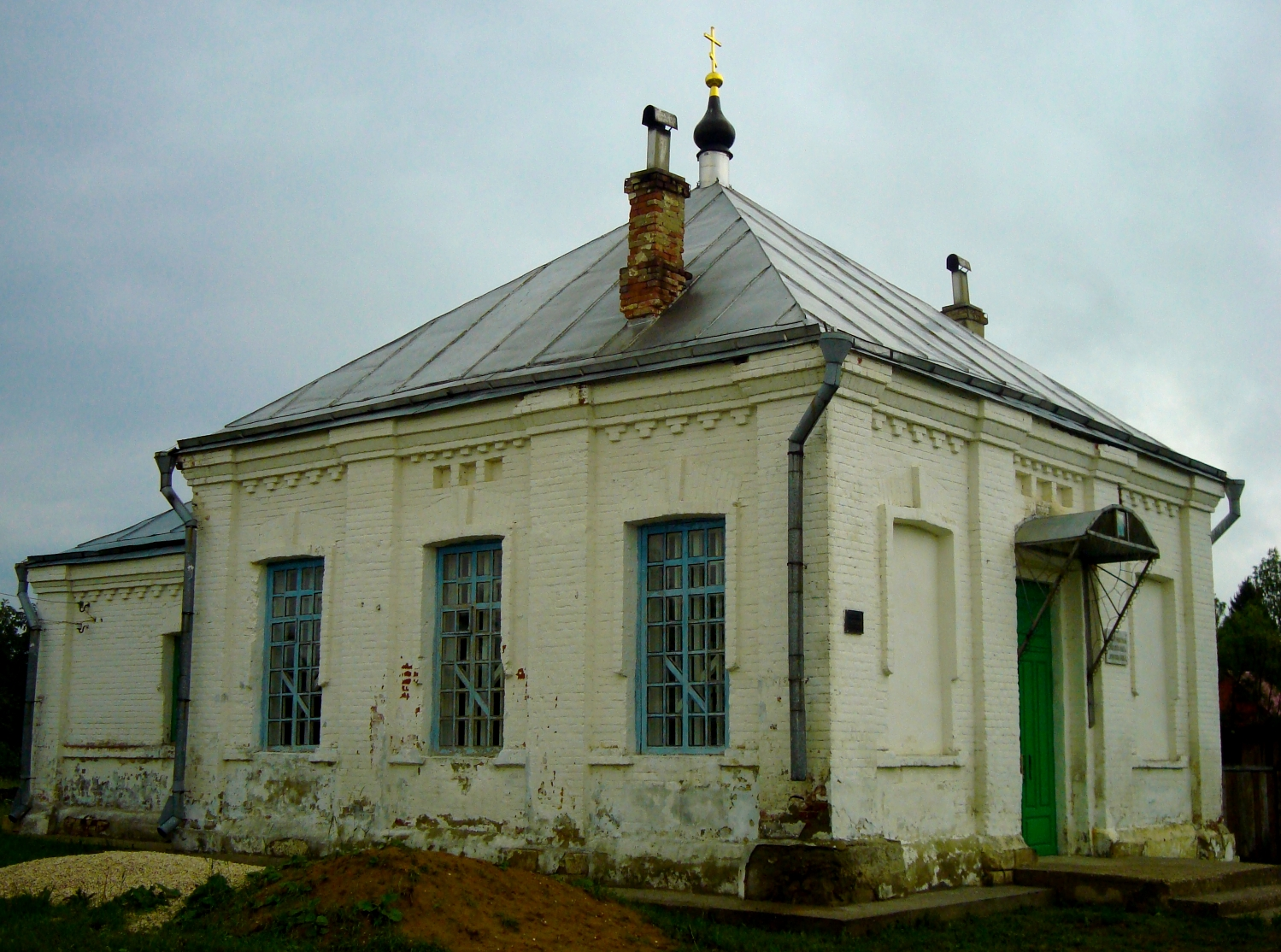
Церковь Святой Троицы в Костине, 2011 год
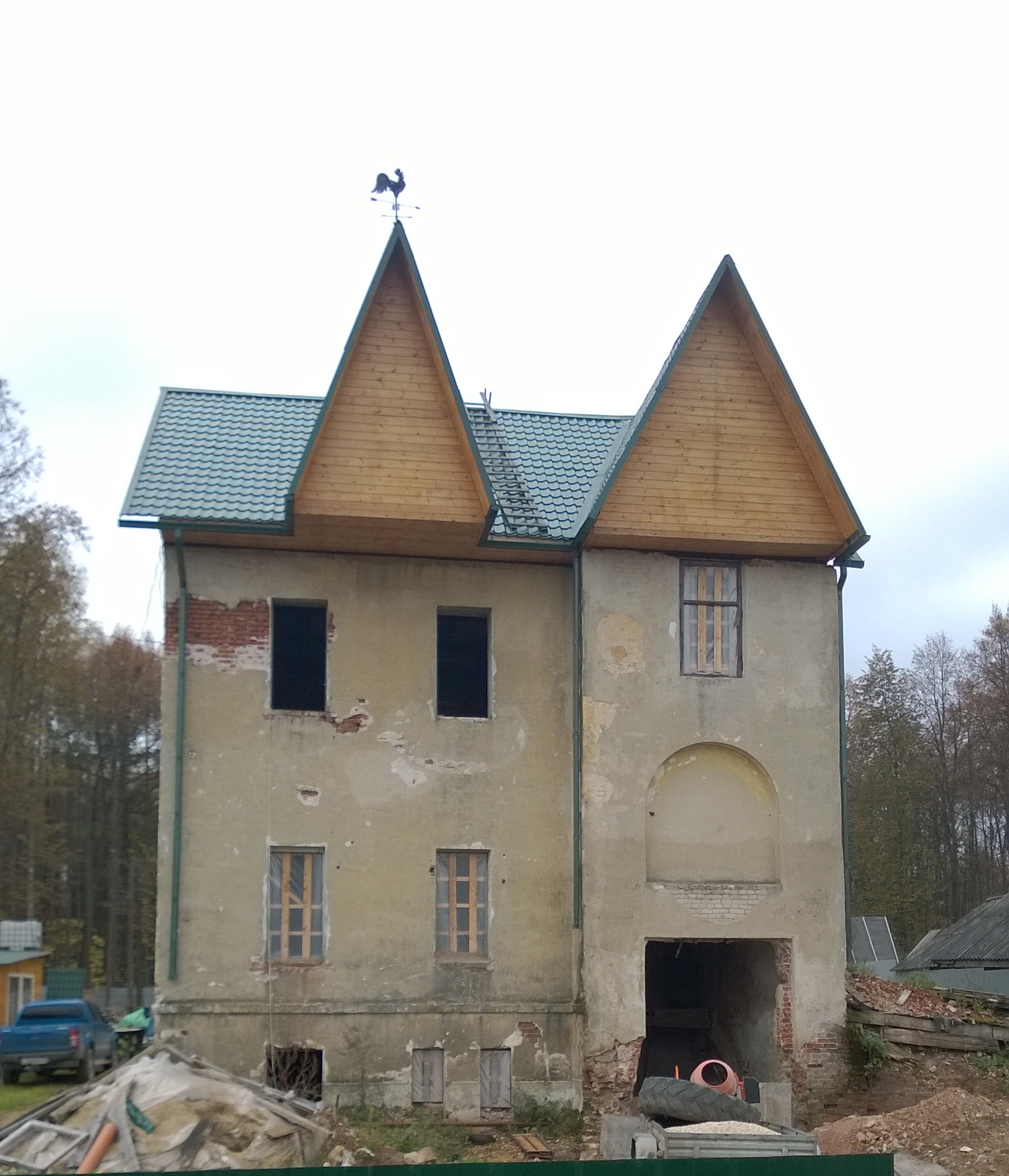
Костинская усадьба осенью 2015 года
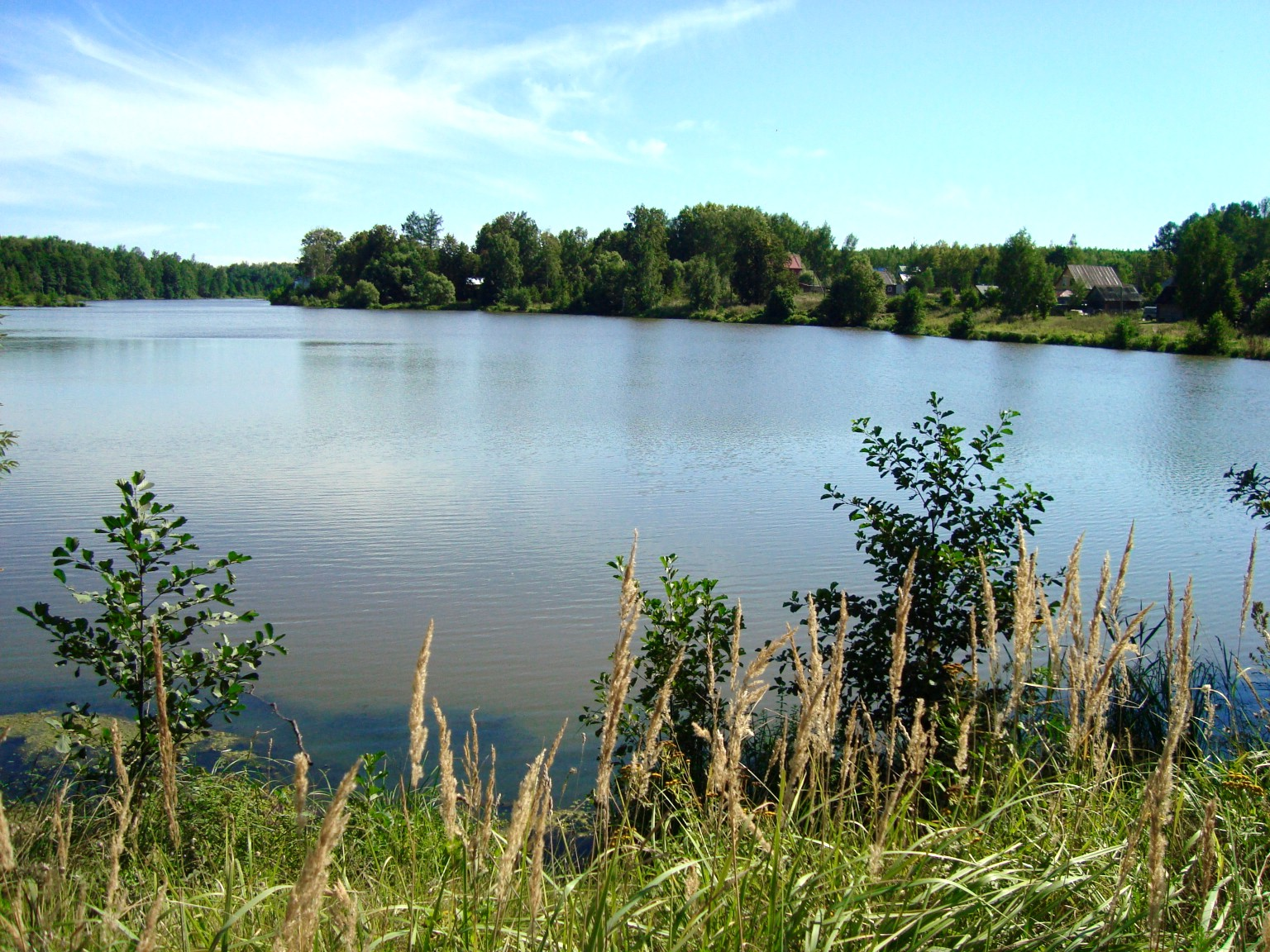
Костинская плотина на р. Мерегель (на новых картах - р. Мергель)